# Alessandra Perilli
Alessandra Perilli (Rimini, 1 de abril de 1988) é uma atiradora esportiva san marinesa, especialista na fossa olímpica.

## Carreira
Foi porta-bandeira em Londres 2012. Alessandra Perilli representou seu país nas Olimpíadas de 2016, ficando na 16º colocação na fossa olímpica, fora das finais. Quatro anos depois, conquistou a medalha de bronze e prata mista com Gian Marco Berti nas Olimpíadas de 2020 em Tóquio.